# گراموو
گراموو (به آلمانی: Grammow) یک شهر در آلمان است که در Rostock District واقع شده‌است. گراموو ۲۰۷ نفر جمعیت دارد.